# Akademija Nauk
Akademija Nauk (ryska: Академия Наук) är en stratovulkan i södra delen av Kamtjatkahalvön, Ryssland. Vulkanen har flera kalderor. Den mest kända av dem är kalderan som Karymskajasjön är belägen i. 
Vulkanen är uppkallad efter den ryska vetenskapsakademin.